# Zosterops mouroniensis
Zosterops mouroniensis — вид воробьиных птиц из семейства белоглазковых (Zosteropidae).

## Распространение
Эндемики склонов вулкана Картала, расположенного на острове Гран-Комор (Коморы). Извержение этого активного вулкана может представлять серьезную угрозу для благополучия вида. Также ему угрожает возможная утрата среды обитания из-за человеческой деятельности.

## Описание
Длина тела около 13 см. Верхняя сторона тела оливковая, нижняя желто-зелёная. Вокруг глаза белое кольцо.

## Биология
Рацион включает фрукты и насекомых.

## Охранный статус
МСОП присвоил виду охранный статус VU.